# 아르센 기티노프
아르센 이드리소비치 기티노프(러시아어·키르기스어: Арсе́н Идри́сович Гити́нов, 1977년 6월 1일~)는 러시아와 키르기스스탄의 레슬링 선수, 지도자이다. 러시아 국가대표로 2000년 하계 올림픽에서 자유형 라이트급 은메달을 획득했으며 키르기스스탄 국가대포로 2008년 하계 올림픽에 참가했다.